# Леймена, Йоханнес
Йоха́ннес Лейме́на, известный как Дядюшка Йо (индон. Johannes Leimena; 6 марта 1905, Амбон, Малуку, Голландская Ост-Индия — 29 марта 1977, Джакарта, Индонезия) — индонезийский врач, политический и государственный деятель, основатель и лидер Индонезийской христианской партии (1951—1960). Входил в состав нескольких индонезийских правительств, в 1956—1959 годах был заместителем премьер-министра Индонезии, одним из ближайших помощников Сукарно.
Занимал пост министра здравоохранения и министра социального обеспечения Индонезии. Депутат Совета народных представителей и Конституционной ассамблеи в 1950-х годах.
Посмертно в 2010 году ему было присвоено звание Национального героя Индонезии.